# Loupežník (divadelní hra)
Loupežník je drama Karla Čapka. K prvnímu uvedení hry došlo v Národním divadle v roce 1920.

## Příběh
Profesor a jeho žena mají dvě dcery. Starší kdysi utekla se svým milencem. Mladší Mimi je jednoho dne sama doma a za profesorem přijde jeden z jeho studentů. Mladí lidé se do sebe zamilují, zamknou se v profesorově domě a nechtějí nešťastné rodiče vpustit dovnitř. Otec se všemožně snaží dostat do domu ze strachu, že i druhá dcera bude mít stejný osud jako ta první. Studenta k odemčení přiměje až první dcera, která se právě vrátí domů s dítětem v náručí.